# Kiln House
Albums de Fleetwood Mac
Then Play On
(1969) Future Games
(1971)
Kiln House est le quatrième album studio du groupe britannique Fleetwood Mac, sorti fin 1969. C'est le premier où n'apparaît pas Peter Green, et le dernier enregistré avec Jeremy Spencer.
La pochette est une œuvre de Christine McVie, l'épouse du bassiste John McVie, qui rejoint officiellement le groupe peu après l'achèvement de l'album, elle a aussi assisté aux claviers et aux chœurs mais sans être créditée.

## Titres

### Face 1
1. This Is the Rock (Jeremy Spencer) – 2:45
2. Station Man (Danny Kirwan, Spencer, John McVie) – 5:49
3. Blood on the Floor (Spencer) – 2:44
4. Hi Ho Silver (Fats Waller, Ed Kirkeby) – 3:05
5. Jewel Eyed Judy (Kirwan, Mick Fleetwood, McVie) – 3:17

### Face 2
1. Buddy's Song (Buddy Holly) – 2:08
2. Earl Gray (Kirwan) – 4:01
3. One Together (Spencer) – 3:23
4. Tell Me All the Things You Do (Kirwan) – 4:10
5. Mission Bell (Jesse D. Hodges, William Michael) – 2:32

## Musiciens
- Jeremy Spencer : guitare, piano, chant sur "This is the Rock", "Blood on the Floor", "Hi Ho Silver", "Buddy's Song", "One Together" et "Mission Bell"
- Danny Kirwan : guitare, chant sur "Station Man", "Jewel-Eyed Judy" and "Tell Me All the Things You Do"
- John McVie : basse
- Mick Fleetwood : batterie, percussions

### Musicienne additionnelle
- Christine McVie : Wurlitzer 200A, Piano, chœurs, dessin de la jaquette